# Аћим Чумић
Аћим Чумић (Трешњевица код Аранђеловца, 1836 — Кусадак, 27. јул/9. август 1901) био је српски политичар, професор права и судија. Обављао је дужност председника владе Србије.

## Биографија
Студирао и завршио је право у Хајделбергу и Паризу. Радио је као професор гимназије, затим у суду. За професора казненог права на Великој школи постављен је 1865. године. Учествовао је у раду уставног одбора из 1868. године и био запажен по речитости и предлогу да се влада стави под надзор државног савета, а не скупштине.
Био је политичар конзервативне оријентације, близак старијим политичарима Илији Гарашанину и Јовану Мариновићу, и предводник групе младоконзервативаца. Био је темпераментан човек, оштрог језика.
Године 1871. постао је председник београдске општине, али га је либералско намесништво, на чијем челу се налазио Јован Ристић, убрзо збацило. Потом се бавио адвокатуром у Београду, да би 1873-1874. године био министар унутрашњих дела у Мариновићевом кабинету.
Дана 25. новембра 1874. године Чумић је заменио Мариновића и сам постао председник владе (Влада Аћима Чумића). Задржао је министарство унутрашњих дела. Пошто влада није уживала поверење скупштине, то је већ после три месеца, 22. јануара 1875. године, била замењена другом. Потом је постављен за судију Касационог суда.
Од стране либералске владе ухапшен је 1878. године због наводног учешћа у Тополској буни и осуђен на смрт заједно са Јевремом Марковићем, али је убрзо помилован и осуђен на 10 година робије. Пуштен је из затвора по паду Ристићеве владе и доласку напредњачке 1880. године. Касније се више није бавио политиком.
Током 1880-их година био је владин представник ('комесар') код друштва за изградњу и експлоатацију српских железница. Веома се ангажовао на подизању Коларчевог фонда. Написао је следећа дела: Касацијона власт (1867) и Задужбине у одбрани Српства (1890).
Био је члан Српског ученог друштва и почасни члан Српске краљевске академије од 1892. године. Био је сенатор Краљевине Србије 1901. године.